# پل دلال

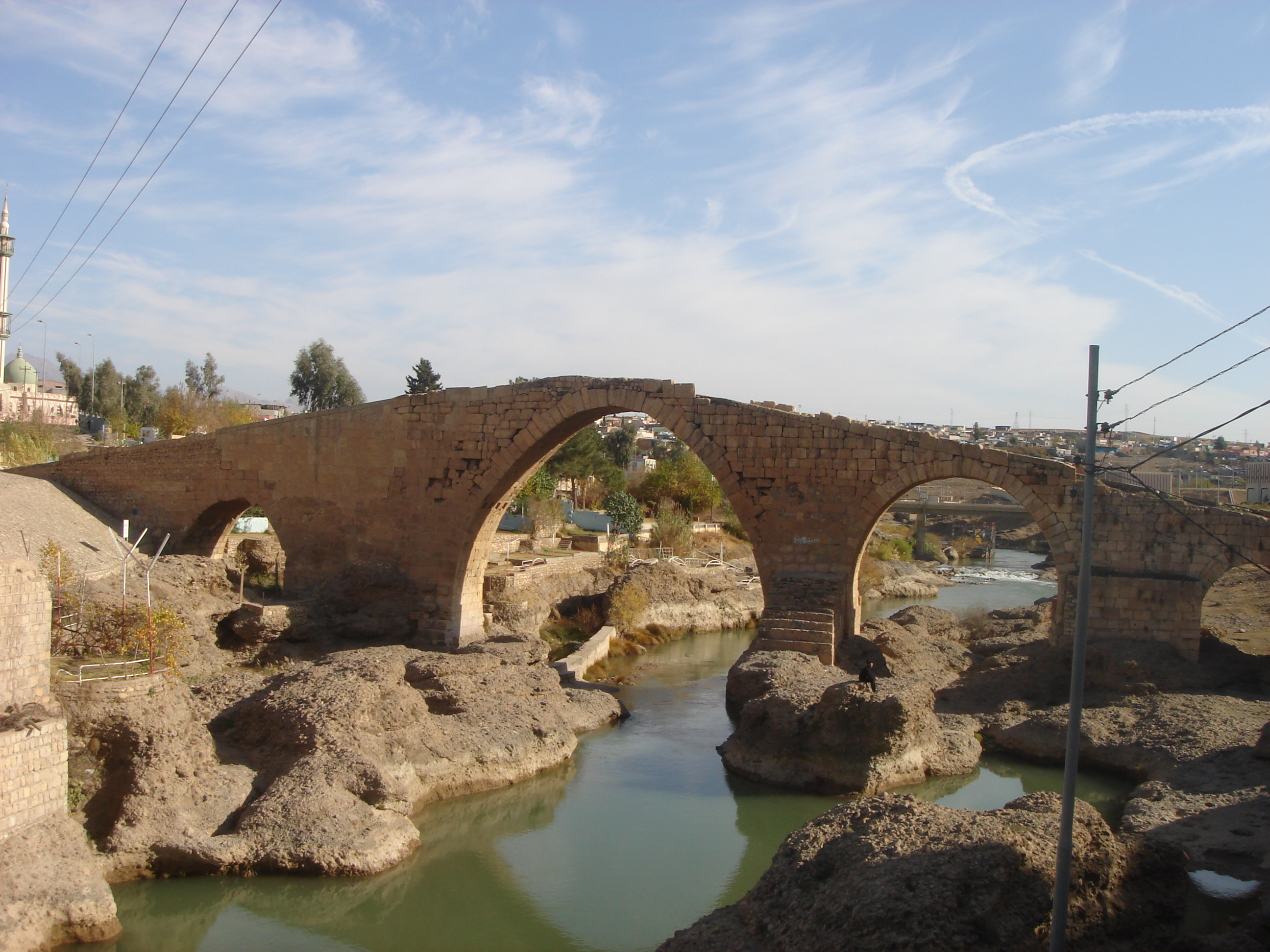
پل دلال.

پل دِلال (به کردی: Pira Delal) پلی سنگی بجامانده از دوران باستان واقع در شهر زاخو در کردستان عراق است.
این پل را در زبان عامیانه کردی، پرا بری (Pira Berî) به معنی پل سنگی هم می نامند.
واژه دِلال در کردی به معنای زیباست.

## تاریخچه
ساخت این پل را به زمان رومی‌ها نسبت می‌دهند. این پل دارای چند دهنه کوچک و بزرگ است.
بر پایه افسانه‌ای، دستهای سازنده آن بعداً بریده شد تا نظیر این پل را در جای دیگر نسازد.